# Irische Küstenwache
Die Irische Küstenwache (englisch Irish Coast Guard, irisch Garda Cósta na hÉireann, Abk. IRCG) ist die nationale Küstenwache Irlands. Sie arbeitet als Rettungsorganisation innerhalb der Abteilung des staatlichen Irish Department of Transport, Tourism and Sport.

## Geschichte
Die Gründung einer Küstenwache für das Gebiet Irlands erfolgte 1822 als Teil von Her Majesty’s Coastguard. Die Verhältnisse änderten sich nach dem Ersten Weltkrieg mit der Gründung des Irischen Freistaats. 1923 wurde Tom Casement (Bruder von Roger Casement) erster Inspektor des damaligen Coast Life Saving Service (CLSS). Die CLSS wurde später in Coast and Cliff Rescue Service (CCRS) umbenannt, bis schließlich im Februar 2000 die Umbenennung in Irish Coast Guard erfolgte.

## Aufgaben
Die IRCG ist für Entwicklung und Überwachung von Sicherheitsstandards auf See und die Seenotrettung zuständig. Des Weiteren überwacht sie den Maritimen Umweltschutz. Für die maritime militärische Sicherheit, Drogenbekämpfung, Schmuggel-Bekämpfung, Verhinderung von illegaler Migration und die Fischereiaufsicht sind andere, vom irischen Parlament beauftragte Organisationen zuständig.
Die IRCG arbeitet im Wesentlichen mit circa 1000 Freiwilligen, die in unterschiedlichen Teams organisiert und den über 20 Stationen entlang der Küste zugeordnet sind. Von Struktur und Aufgabe ist die IRCG eher mit der deutschen DGzRS vergleichbar als mit der staatlich-polizeilichen Küstenwache. Sie ist auch nicht Teil der Irish Defence Forces, sondern untersteht dem Department of Transport, Tourism and Sport.
Insgesamt 5 Helikopter der Irish Coast Guard vom Typ Sikorsky S-92 für Search-and-Rescue-Einsätze sind in Sligo, Waterford, Shannon und Dublin stationiert. Sie werden von der Firma CHC Helicopter betrieben. Für Mitte der 2020er Jahre hat die irische Regierung eine Ausschreibung für einen neuen Kontrakt platziert.